# Букин, Иван Андреевич
Иван Андреевич Букин (род. 16 сентября 1993 года в Москве, Россия) — российский фигурист, выступающий в танцах на льду с Александрой Степановой. Они — двукратные вице-чемпионы Европы (2019, 2022), трёхкратные бронзовые призёры чемпионатов Европы (2015, 2018, 2020), трёхкратные победители турнира серии «Челленджер» Finlandia Trophy (2014, 2016, 2018), чемпионы мира среди юниоров (2013) и победители юниорского финала Гран-при (2012). Четырёхкратные чемпионы России (2021, 2022, 2024, 2025), четырёхкратные вице-чемпионы России (2017, 2018, 2019, 2020) и двукратные бронзовые призёры чемпионатов России (2015, 2016).

## Биография
Иван Букин родился в Москве в семье прославленного советского фигуриста Андрея Букина и его жены Елены Васюковой, с пяти лет занимается фигурным катанием.
3 января 2022 года у Ивана и хореографа Алёны Самарской родился сын, которого назвали Артём.

## Карьера

### Ранние годы
С 2006 года он состоит в группе танцев на льду у Александра Свинина и Ирины Жук. Сначала он непродолжительное время катался в паре с Еленой Ильиных.
В 2007 году встал в пару с Александрой Степановой, он стал её первым партнёром.
Александра и Иван дебютировали в юниорский серии Гран-при в сезоне 2010/2011, выиграв оба своих этапа во Франции и Японии. Это позволило им выйти в свой первый юниорский финал Гран-при, где они завоевали бронзовые медали. На первенстве России среди юниоров пара осталась в шаге от пьедестала и сезон для них подошёл к концу.
В следующем сезоне Степанова и Букин снова одержали две победы на юниорских этапах: в Румынии  и в Италии.  Эти результаты позволили им пройти в финал Гран-при где они повторили прошлогодний результат. После этого последовало участие в первенстве России, где они стали серебряными призёрами, что означало попадание на юниорский чемпионат мира. В Минске Александра и Иван выиграли серебряные медали, уступив только соотечественникам Виктории Синициной и Руслану Жиганшину.

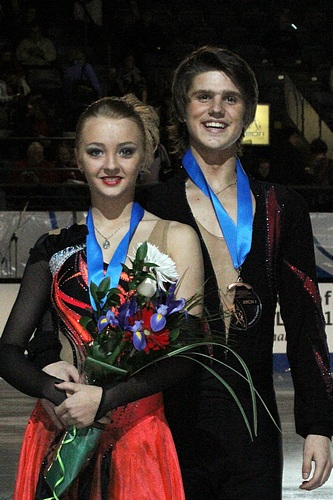
Степанова и Букин на юниорском финале Гран-при

### 2012/2013: золото юниорского чемпионата мира
Степанова/Букин выиграли золотые медали на этапах Гран-при в Турции и Германии, получив квалификацию для участия в финале юниорской серии, который пройдёт в Сочи. С третьей попытки фигуристы выигрывают золотую медаль.
Александра и Иван снялись с первенства России среди юниоров из-за простуды и синусита у Ивана. Несмотря на это их отправили на юниорский чемпионат мира, где ребята завоевали золотую медаль, более чем на семь баллов опередив французских танцоров Габриэллу Пападакис и Гийома Сизерона. После соревнований дуэт и их тренеры обсудили, стоит ли переходить на взрослый уровень.

### Сезон 2013/2014: дебют на взрослых соревнованиях
С нового сезона пара решила перейти на взрослый уровень. Дебют случился на взрослом этапе серии Гран-при Skate Canada, где молодой дуэт стал восьмым. Далее была включена в состав сборной России на зимнюю Универсиаду (соревнования проходили в конце 2013 года) в Италии, где Александра и Иван выступили неплохо и заняли пятое место. Попутно они выиграли малую бронзовую медаль в произвольном танце.
Через две недели пара дебютировала на российском чемпионате, где оказалась в середине турнирной таблицы. Через месяц пара выступала на российском чемпионате среди юниоров, где впервые они стали чемпионами. Пара вошла в состав сборной России на чемпионат мира среди юниоров, однако затем была вынуждена сняться из-за болезни.

### Сезон 2014/2015: бронза чемпионата Европы

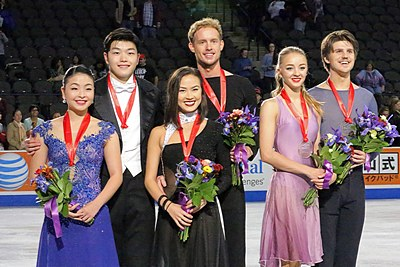
Александра и Иван стали третьими на Skate America 2014

Послеолимпийский сезон пара начала с турнира серии «Челленджер» Finlandia Trophy в октябре. Пара выступила на этом международном турнире очень неплохо, заняв первое место. Это был первый пьедестал пары на взрослом уровне, были улучшены показатели в произвольной программе и в сумме. Через две недели пара удачно выступила на Skate America, где впервые в карьере выиграли бронзовые медали коммерческой серии. В середине ноября на домашнем этапе Гран-при пара заняла пятое место.
На чемпионате России 2015 года пара сумела завоевать бронзовые медали и федерация решила отправить их на европейское первенство.
В конце января 2015 года в Швеции на дебютном чемпионате Европы пара превосходно откатала короткий танец, где улучшила свои показатели. На следующий день в произвольном танце спортсмены вновь превзошли себя показав превосходное катание. Вновь были показаны рекордные результаты в произвольном танце. Это позволило Степановой и Букину завоевать бронзовые медали европейского первенства.
На своём дебютном чемпионате мира в Шанхае в короткой программе Александра упала и спортсмены оказались на 14-м месте. Но в произвольной танцоры выступили со своим личным рекордом и фигуристы оказались на седьмом месте. В итоге они заняли девятое место.

### Сезон 2015/2016
Перед стартом в Финляндии в октябре 2015 года пара снялась из-за болезни Ивана. Первый старт пары в сезоне был на этапе Гран-при Trophée Bompard, однако, после коротких программ, соревнования были отменены из соображений безопасности (в столице Франции произошла серия терактов). Далее пара выступила на этапе Гран-при NHK Trophy, где заняли четвёртое место и улучшили свои спортивные достиженич в произвольной программе. На национальном чемпионате в Екатеринбурге в упорной борьбе сумели вновь завоевать бронзовую медаль. На европейском чемпионате через месяц в Братиславе фигуристы выступили очень хорошо, были улучшены все прежние спортивные достижения, и пусть фигуристы остались без медалей они показали качественное катание. На мировой чемпионат в Бостон они не попадали и были запасными. Однако за три месяца до старта из-за проблем с мельдонием была отстранена российская пара и Степанова с Букиным отправились в США. Здесь фигуристы выступили на среднем уровне (улучшив достижения в произвольной программе), но не вошли даже в десятку лучших.

### Сезон 2016/2017

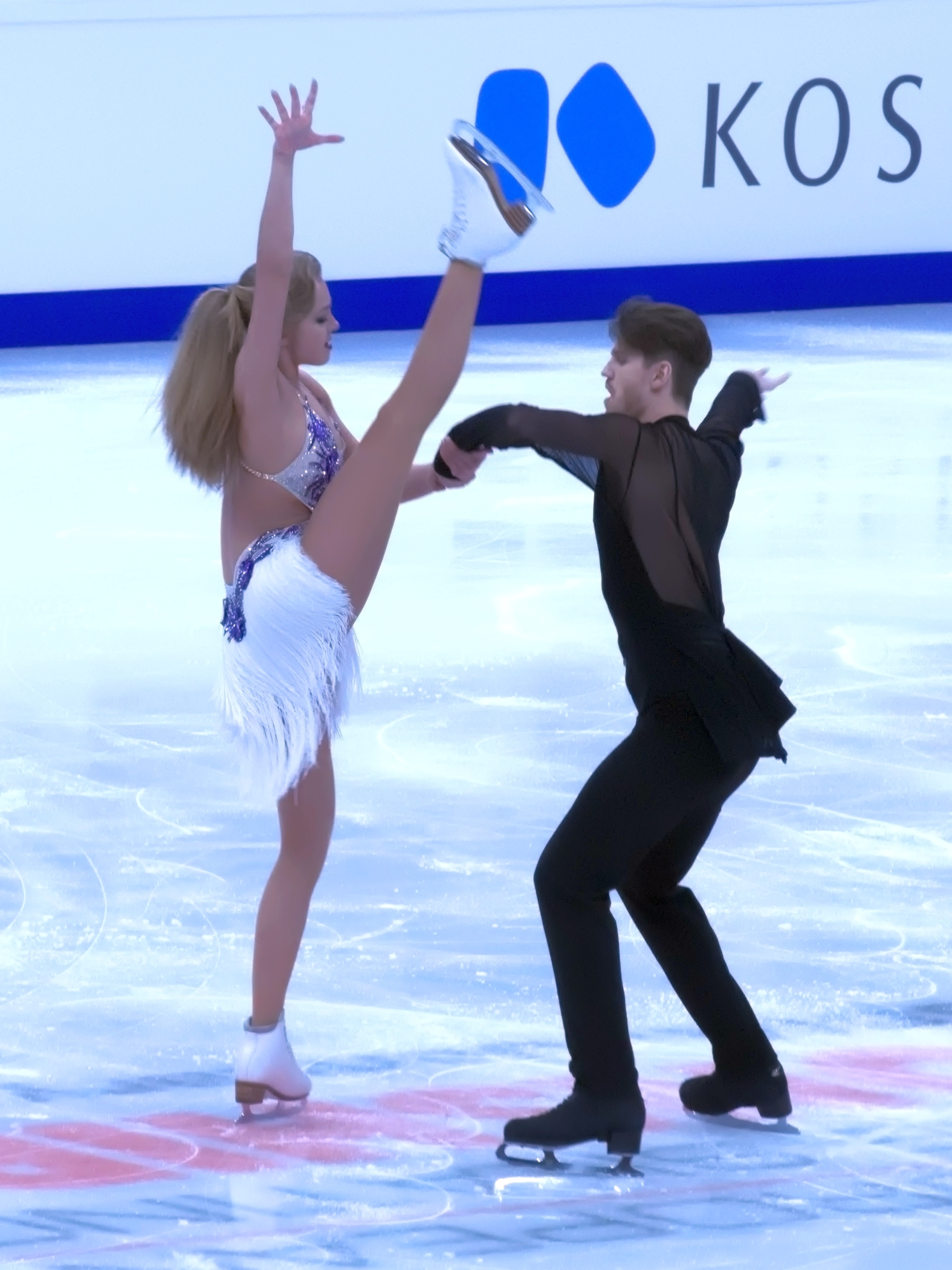
Букин и Степанова на чемпионате Европы в Москве (2018)

Новый предолимпийский сезон пара начала в октябре на турнире Finlandia Trophy, где они уверенно финишировали первыми, при этом были улучшены все их прежние спортивные достижения. В конце октября российские танцоры выступали на этапе Гран-при в Канаде, где на Кубке федерации Канады заняли место в середине таблицы. На своём втором в сезоне выступление на этапе Гран-при в Китае российские танцоры заняли на Кубке Китая третье место, обновив лучшие результаты во всех видах. В конце декабря на национальном чемпионате в Челябинске, фигуристы уверенно впервые стали вице-чемпионами страны. В конце января 2017 года российские спортсмены выступали в Остраве на европейском чемпионате, где они в упорной борьбе замкнули пятёрку ведущих танцоров континента. В конце марта российские фигуристы выступали на мировом чемпионате в Хельсинки, где им удалось войти в десятку ведущих танцевальных пар. При этом они незначительно улучшили свои прежние достижения в произвольном танце.

### Сезон 2017/2018: вторая бронза чемпионата Европы
Олимпийский сезон российская пара начала в начале октября в Эспоо, на Трофее Финляндии, где они финишировали вторыми. Через две недели они выступили в серии Гран-при на домашнем этапе, где им удалось финишировать на третьем месте, при этом были улучшены достижения в сумме и произвольном танце. В середине ноября спортсмены выступили на французском этапе Гран-при, где они в упорной борьбе завоевали бронзовые медали. В декабре второй год подряд стали вице-чемпионами России. В январе 2018 года в Москве на домашнем чемпионате Европы пара вновь, как и в 2015 году, завоевала бронзовые медали. Пара должна была выступать на Олимпийских играх, но МОК не допустила российскую пару. В конце марта спортсмены выступали в Милане на мировом чемпионате, где финишировали в восьмёрке лучших. При этом им удалось незначительно улучшить своё прежнее достижение в произвольном танце.

### Сезон 2018/2019: серебро чемпионата Европы

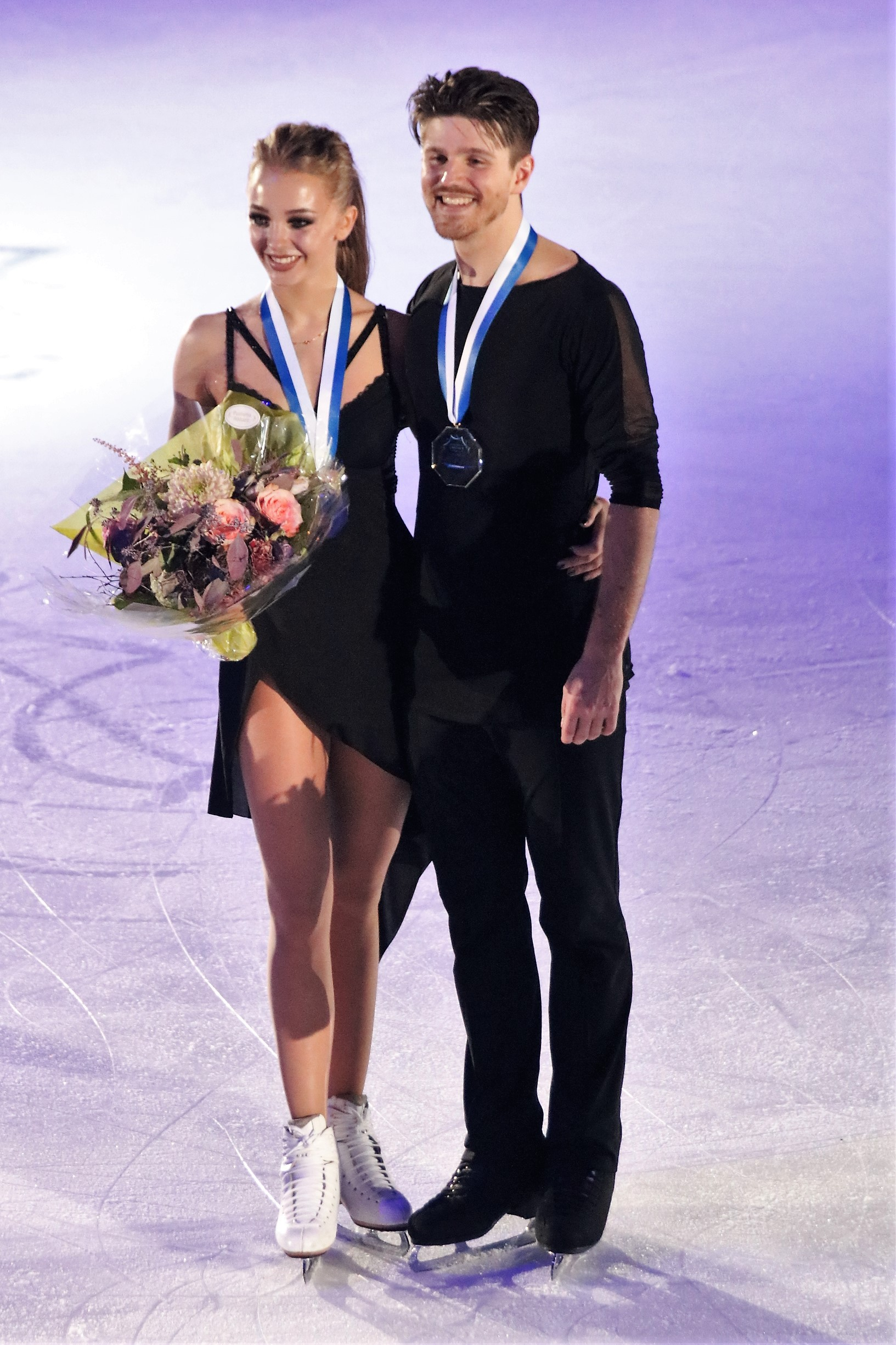
Степанова и Букин - победители Гран-при Хельсинки 2018

Послеолимпийский сезон пара начала на турнире Finlandia Trophy, где они завоевали золотую медаль с личным рекордом (200,78). На первом этапе Гран-при Хельсинки, пара завоевала золотые медали. На втором этапе Гран-при Rostelecom Cup, выиграли вторую медаль Гран-при. В финале Гран-при, они заняли четвертое место. На чемпионате России, пара завоевала серебряные медали. На чемпионате Европы, заняли второе место, уступив Габриэлле Пападакис и Гийом Сизерону. На чемпионате мира, который прошёл в Сайтаме стали третьими в ритмическом танце и четвертыми в произвольном и в итоге заняв четвертое место.

### Сезон 2019/2020: третья бронза чемпионата Европы
Пара начала сезон на Skate America 2019, заняли второе место в короткой программе и первое в произвольной, в итоге заняв второе место. На втором этапе Гран-при NHK Trophy, заняли второе место. В финале Гран-при, пара заняла четвертое место. На чемпионате России, пара заняла второе место в ритмическом танце и первое в произвольной, в итоге заняв второе место, уступив Виктории Синициной/Никите Кацалапову. На чемпионате Европы, который прошёл в австрийском городе Граце, пара завоевала третью бронзу чемпионата Европы. Однако затем из-за пандемии коронавируса отменился главный старт - Чемпионат Мира и сезон для фигуристов завершился досрочно.

### Сезон 2020/2021: первая победа на чемпионате России
Степанова и Букин пропустили из-за лечения спины у партнерши контрольные прокаты сборной России, а также все четыре этапа Кубка России, так как в тренировочной группе произошла вспышка коронавируса. Так же пара должна была участвовать на этапе Гран-при Rostelecom Cup, но снялись из-за последствий COVID-19. На чемпионате России 2021 одержали первую в карьере победу, став чемпионами России обыграв соотечественников Загорски/Гурейро на 3,26 балла. В феврале выступали на коммерческом турнире «Кубке Первого канала» в составе команды Евгении Медведевой. Они заняли первые места как в ритмическом танце и произвольном. На чемпионате мира, проходившем в Стокгольме заняли пятое место.

### Сезон 2021/2022: Олимпийский сезон
Степанова и Букин пропустили контрольные прокаты сборной России по медицинским причинам. Изначально пара была заявлена на турнир Finlandia Trophy, но позже снялась с соревнования. На обоих этапах серии Гран-при (Gran Premio d’Italia и Internationaux de France) они заняли третьи места.
На чемпионате России в ритмическом танце, заняли второе место. В произвольном танце, заняли первое место. По сумме баллов они набрали 223,37 баллов и стали чемпионами России.
В январе 2022 года выступили на чемпионате Европы, проводившемся в Таллине. Показали второй результат в ритм-танце с 86,45 баллами, в произвольном танце также стали вторыми с 126,75 баллами, в итоге став серебряными призёрами чемпионата, набрав за выступления 213,20 балла. На своих первых олимпийских играх пара вошла в шестёрку лучших.

## Программы
| Сезон     | Короткий/Ритмический танец | Произвольный танец | Показательные выступления                                                                                              |
| --------- | --- | --- | --- |
| 2023/2024 | - Don't Worry, Be Happy Бобби Макферрин | - Time out, Dive (Russian Cradle) Les 7 Doigts | - Dog days are over Florence and the Machine                                                                           |
| 2022/2023 | Не участвовали в соревнованиях | Не участвовали в соревнованиях | Не участвовали в соревнованиях                                                                                         |
| 2021/2022 | - Хип-хоп: Everybody (Apashe/Oski/Lennon Remix) The Backstreet Boys - Блюз: Monster Шон Мендес и Джастин Бибер хореограф-постановщик Ирина Жук                                                                                        | - We Have a Map of the Piano Múm - A Time for Us (из фильма «Ромео и Джульетта») Нино Рота хореограф-постановщик Ирина Жук                                               | - Someone You Loved Льюис Капальди                                                                                     |
| 2020/2021 | - Квикстеп: Sparkling Diamonds в исполнении Николь Кидман - Блюз: The Show Must Go On Queen в исполнении Джим Бродбент, Николь Кидман, Anthony Weigh (из фильма «Мулен Руж!») хореограф-постановщик Илья Авербух и Елена Масленникова | - Primavera Людовико Эйнауди - Cry Me a River Джастин Тимберлейк хореограф-постановщик Ирина Жук и Александр Свинин                                                      | |
| 2019/2020 | - Квикстеп: Sparkling Diamonds в исполнении Николь Кидман - Блюз: Your Song Элтон Джон в исполнении Юэн Макгрегор (из фильма «Мулен Руж!») хореограф-постановщик Илья Авербух и Елена Масленникова                                    | - Primavera Людовико Эйнауди - Cry Me a River Джастин Тимберлейк хореограф-постановщик Илья Авербух и Александр Свинин                                                   | - Señorita Шон Мендес и Камила Кабельо - Someone You Loved Льюис Капальди                                              |
| 2018/2019 | - Пасодобль: Malaguena в исполнении Blast - Танго: Tango Suite Part III Al Di Meola - Танго: Carmen's Story в исполнении Эдит Пиаф | - Am I the One в исполнении Бет Харт хореограф-постановщик Пётр Чернышёв                                                                                                 | - 2U в исполнении Дэвид Гетта ft. Джастин Бибер хореограф-постановщик Миша Ге - Свеча горела на столе... Алла Пугачёва |
| 2017/2018 | - Румба: Espérame en el Cielo Майте Мартин - Самба: L'Ombelico Del Mondo Джованотти - Румба: Chandelier (Dj Maksy Rumba Remix) Sia - Самба: Samba Do Brasil Bellini                                                                   | - Theme from Love Story - Love's Dream Rick Wakeman - Liebestraum No. 3 in A-Flat Minor, S. 541 Ференц Лист в исполнении Мартин Джонс                                    | - Fight Nick Howard - Соната для фортепиано № 14                                                                       |
| 2016/2017 | - Блюз: At Last - Хип-хоп: Bills LunchMoney Lewis хореограф-постановщик Ирина Жук | - Libertango Астор Пьяццолла - Estaciones Porteñas Астор Пьяццолла - Verano Porteño - Primavera Porteña - Libertango Астор Пьяццолла хореограф-постановщик Пётр Чернышёв | - All Alone Геир Рённинг ft. Роберт Уэллс                                                                              |
| 2015/2016 | Вальс и фокстрот: - The Stunt Man Доминик Фронтир | - Rachmaninoff's Revenge Фредди Меркьюри, Монсеррат Кабалье | - All Alone Геир Рённинг ft. Роберт Уэллс                                                                              |
| 2014/2015 | - Пасодобль: España cañí в исполнении Erich Kuenzel | - Eleanor Rigby The Beatles в исполнении Джошуа Белл, Frankie Moreno | - I Surrender Селин Дион                                                                                               |
| 2013/2014 | - Квикстеп: I Can't Touch It - Фокстрот: Sixteen Tons - Квикстеп: Big and Bad | - Hansel & Gretel: Witch Hunters Атли Эрварссон | |
| 2012/2013 | - Swing, Swing, Swing - Boogie All Night Long - Blues | - Flamenco Boléro Густаво Монтесано | - I Surrender Селин Дион                                                                                               |
| 2011–2012 | - Caramelo - La Colegiala | - Live and Let Die Пол Маккартни | - The Pink Panther Генри Манчини                                                                                       |
| 2010/2011 | - Waltz: Faust Symphony Ференц Лист - Tango: Tanguera Sexteto Mayor | - The Pink Panther Генри Манчини | |
| 2009/2010 | - Porushka-Paranya Bering Strait | - Kiss of Fire Катерина Валенте | |

## Спортивные достижения
| Соревнования                             | 09/10         | 10/11         | 11/12         | 12/13         | 13/14         | 14/15         | 15/16         | 16/17         | 17/18         | 18/19         | 19/20         | 20/21         | 21/22         | 23/24         | 24/25         |
| Международные                            | Международные | Международные | Международные | Международные | Международные | Международные | Международные | Международные | Международные | Международные | Международные | Международные | Международные | Международные | Международные |
| ---------------------------------------- | ------------- | ------------- | ------------- | ------------- | ------------- | ------------- | ------------- | ------------- | ------------- | ------------- | ------------- | ------------- | ------------- | ------------- | ------------- |
| Олимпийские игры                         |               |               |               |               |               |               |               |               |               |               |               |               | 6             |               |               |
| Чемпионаты мира                          |               |               |               |               |               | 9             | 11            | 10            | 7             | 4             | С             | 5             |               |               |               |
| Чемпионаты Европы                        |               |               |               |               |               | 3             | 5             | 5             | 3             | 2             | 3             | С             | 2             |               |               |
| Финалы Гран-при                          |               |               |               |               |               |               |               |               |               | 4             | 4             |               |               |               |               |
| Этапы Гран-при. Cup of China             |               |               |               |               |               |               |               | 3             |               |               |               |               | С             |               |               |
| Этапы Гран-при. Internationaux de France |               |               |               |               |               |               | С             |               | 3             |               |               |               | 3             |               |               |
| Этапы Гран-при. NHK Trophy               |               |               |               |               |               |               | 4             |               |               |               | 2             |               |               |               |               |
| Этапы Гран-при. Rostelecom Cup           |               |               |               |               |               | 5             |               |               | 3             | 1             |               |               |               |               |               |
| Этапы Гран-при. Skate America            |               |               |               |               |               | 3             |               |               |               |               | 2             |               |               |               |               |
| Этапы Гран-при. Skate Canada             |               |               |               |               | 8             |               | 5             |               |               |               |               |               |               |               |               |
| Этапы Гран-при. Финляндия                |               |               |               |               |               |               |               |               |               | 1             |               |               |               |               |               |
| Этапы Гран-при. Италия                   |               |               |               |               |               |               |               |               |               |               |               |               | 3             |               |               |
| Челленджеры. Finlandia Trophy            |               |               |               |               |               | 1             |               | 1             | 2             | 1             |               |               |               |               |               |
| Зимние Универсиады                       |               |               |               |               | 5             |               |               |               |               |               |               |               |               |               |               |
| Международные среди юниоров              |               |               |               |               |               |               |               |               |               |               |               |               |               |               |               |
| Чемпионаты мира среди юниоров            |               |               | 2             | 1             | WD            |               |               |               |               |               |               |               |               |               |               |
| Финалы юниорского Гран-при               |               | 3             | 3             | 1             |               |               |               |               |               |               |               |               |               |               |               |
| Этапы юниорского Гран-при: Франция       |               | 1             |               |               |               |               |               |               |               |               |               |               |               |               |               |
| Этапы юниорского Гран-при: Германия      |               |               |               | 1             |               |               |               |               |               |               |               |               |               |               |               |
| Этапы юниорского Гран-при: Италия        |               |               | 1             |               |               |               |               |               |               |               |               |               |               |               |               |
| Этапы юниорского Гран-при: Япония        |               | 1             |               |               |               |               |               |               |               |               |               |               |               |               |               |
| Этапы юниорского Гран-при: Румыния       |               |               | 1             |               |               |               |               |               |               |               |               |               |               |               |               |
| Этапы юниорского Гран-при: Турция        |               |               |               | 1             |               |               |               |               |               |               |               |               |               |               |               |
| Pavel Roman Memorial                     |               | 1             |               |               |               |               |               |               |               |               |               |               |               |               |               |
| NRW Trophy                               | 2             |               |               |               |               |               |               |               |               |               |               |               |               |               |               |
| Национальные                             |               |               |               |               |               |               |               |               |               |               |               |               |               |               |               |
| Чемпионаты России                        |               |               |               |               | 6             | 3             | 3             | 2             | 2             | 2             | 2             | 1             | 1             | 1             | 1             |
| Первенство России среди юниоров          | 7             | 4             | 2             | WD            | 1             |               |               |               |               |               |               |               |               |               |               |
| Спартакиада молодёжи России              |               |               | 1             |               |               |               |               |               |               |               |               |               |               |               |               |
| Этапы Гран-при России. III этап          |               |               |               |               |               |               |               |               |               |               |               |               |               | 1             |               |
| Этапы Гран-при России. VI этап           |               |               |               |               |               |               |               |               |               |               |               |               |               | 1             |               |
| Финал Гран-При России                    |               |               |               |               |               |               |               |               |               |               |               |               |               | 1             |               |
| Национальные командные                   |               |               |               |               |               |               |               |               |               |               |               |               |               |               |               |
| Кубок Первого канала                     |               |               |               |               |               |               |               |               |               |               |               | 2             | 2             |               |               |

## Детальные результаты

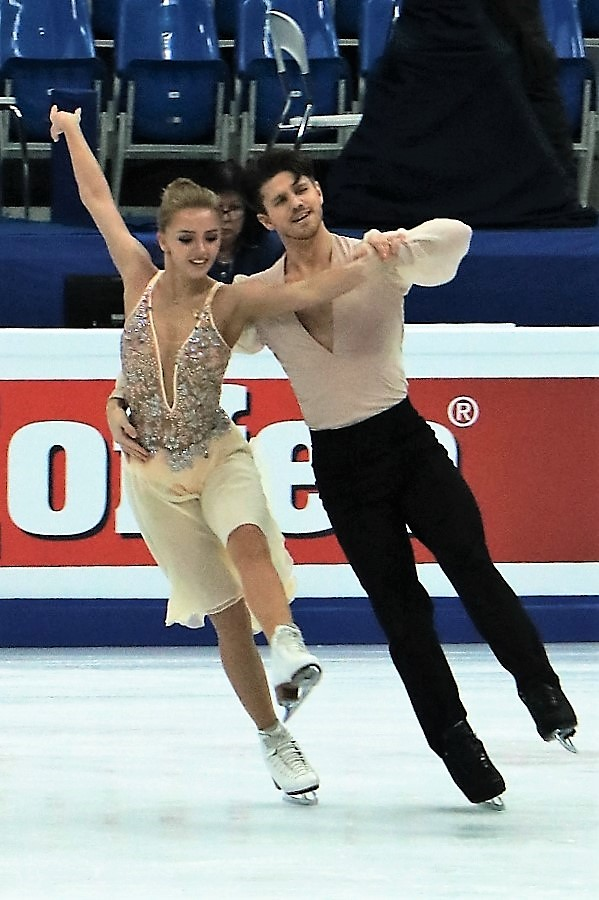
Александра и Иван на домашнем чемпионате Европы

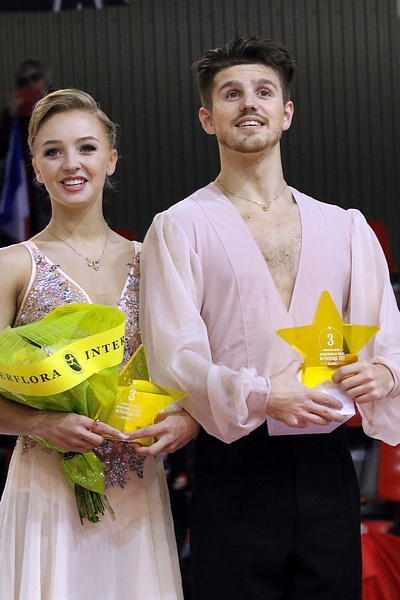
Internationaux de France 2017

На чемпионатах ИСУ награждают малыми медалями отдельно за ритмический (ранее — короткий) и произвольный танцы.

### Взрослые
| 2021/2022 сезон            | 2021/2022 сезон               | 2021/2022 сезон | 2021/2022 сезон | 2021/2022 сезон |
| Дата                       | Событие                       | РТ              | ПТ              | Общее           |
| -------------------------- | ----------------------------- | --------------- | --------------- | --------------- |
| 12–14 февраля 2022         | Олимпийские игры 2022         | 5 84,09         | 8 120,98        | 6 205,07        |
| 10–16 января 2022          | Чемпионат Европы 2022         | 2 86,45         | 2 126,75        | 2 213,20        |
| 21–26 декабря 2021         | Чемпионат России 2022         | 2 88,76         | 1 134,61        | 1 223,37        |
| 19–21 ноября 2021          | Internationaux de France 2021 | 3 79,89         | 3 120,40        | 3 200,29        |
| 5–7 ноября 2021            | Gran Premio d'Italia 2021     | 3 81,47         | 3 120,71        | 3 202,18        |
| 2020/2021 сезон            |                               |                 |                 |                 |
| Дата                       | Событие                       | РТ              | ПТ              | Общее           |
| 22–28 марта 2021           | Чемпионат мира 2021           | 5 83,02         | 5 125,75        | 5 208,77        |
| 5–7 февраля 2021           | Кубок первого канала          | 1 90,75         | 1 134,20        | 2T/1P 224,95    |
| 23–27 декабря 2020         | Чемпионат России 2021         | 1 87,28         | 1 132,88        | 1 220,16        |
| 2019/2020 сезон            |                               |                 |                 |                 |
| Дата                       | Событие                       | РТ              | ПТ              | Общее           |
| 20–26 января 2020          | Чемпионат Европы 2020         | 4 83,65         | 3 127,64        | 3 211,29        |
| 24–29 декабря 2019         | Чемпионат России 2020         | 2 87,13         | 1 132,59        | 2 219,72        |
| 4–8 декабря 2019           | Финал Гран-при 2019           | 5 81,14         | 5 123,74        | 4 204,88        |
| 22–24 ноября 2019          | NHK Trophy 2019               | 2 84,07         | 2 124,74        | 2 208,81        |
| 18–20 октября 2019         | Skate America 2019            | 2 81,91         | 1 124,66        | 2 206,57        |
| 2018/2019 сезон            |                               |                 |                 |                 |
| Дата                       | Событие                       | РТ              | ПТ              | Общее           |
| 18–24 марта 2019           | Чемпионат мира 2019           | 3 83,10         | 4 125,42        | 4 208,52        |
| 21–27 января 2019          | Чемпионат Европы 2019         | 2 81,37         | 2 125,04        | 2 206,41        |
| 19–23 декабря 2018         | Чемпионат России 2019         | 2 81,95         | 2 126,54        | 2 208,49        |
| 6–9 декабря 2018           | Финал Гран-при 2018           | 4 77,20         | 4 119,52        | 4 196,72        |
| 16–18 ноября 2018          | Rostelecom Cup 2018           | 1 74,49         | 1 124,94        | 1 199,43        |
| 2–4 ноября 2018            | Гран-при Хельсинки 2018       | 1 78,18         | 1 121,91        | 1 200,09        |
| 4–7 октября 2018           | Finlandia Trophy 2018         | 1 79,16         | 1 121,62        | 1 200,78        |
| 2017/2018 сезон            |                               |                 |                 |                 |
| Дата                       | Событие                       | КТ              | ПТ              | Общее           |
| 19–25 марта 2018           | Чемпионат мира 2018           | 7 74,50         | 7 109,51        | 7 184,01        |
| 15–21 января 2018          | Чемпионат Европы 2018         | 2 75,38         | 3 109,48        | 3 184,86        |
| 21–24 декабря 2017         | Чемпионат России 2018         | 2 76,97         | 2 111,31        | 2 188,28        |
| 17–19 ноября 2017          | Internationaux de France 2017 | 3 70,02         | 4 107,22        | 3 177,24        |
| 20–22 октября 2017         | Rostelecom Cup 2017           | 3 71,32         | 3 108,03        | 3 179,35        |
| 6–8 октября 2017           | Finlandia Trophy 2017         | 2 70,27         | 2 96,61         | 2 166,88        |
| 2016/2017 сезон            |                               |                 |                 |                 |
| Дата                       | Событие                       | КТ              | ПТ              | Общее           |
| 29 марта – 2 апреля 2017   | Чемпионат мира 2017           | 10 69,07        | 9 105,63        | 10 174,70       |
| 25–29 января 2017          | Чемпионат Европы 2017         | 6 68,17         | 5 98,76         | 5 166,93        |
| 20–26 декабря 2016         | Чемпионат России 2017         | 2 76,47         | 2 113,07        | 2 189,54        |
| 18–20 ноября 2016          | Cup of China 2016             | 3 72,09         | 3 105,32        | 3 177,41        |
| 28–30 октября 2016         | Skate Canada 2016             | 5 68,12         | 5 99,98         | 5 168,10        |
| 6–10 октября 2016          | Finlandia Trophy 2016         | 1 69,63         | 1 103,20        | 1 172,83        |
| 2015/2016 сезон            |                               |                 |                 |                 |
| Дата                       | Событие                       | КТ              | ПТ              | Общее           |
| 28 марта – 3 апреля 2016   | Чемпионат мира 2016           | 11 63,84        | 11 99,46        | 11 163,30       |
| 26–31 января 2016          | Чемпионат Европы 2016         | 5 66,65         | 5 98,90         | 5 165,55        |
| 23–27 декабря 2015         | Чемпионат России 2016         | 3 68,56         | 4 101,70        | 3 170,26        |
| 27–29 ноября 2015          | NHK Trophy 2015               | 4 61,96         | 4 98,68         | 4 160,64        |
| 13–15 ноября 2015          | Trophée Eric Bompard 2015     | 3 60,64         | Отменён         | 3 60,64         |
| 2014/2015 сезон            |                               |                 |                 |                 |
| Дата                       | Событие                       | КТ              | ПТ              | Общее           |
| 23–29 марта 2015           | Чемпионат мира 2015           | 14 59,62        | 7 97,33         | 9 156,95        |
| 26 января – 1 февраля 2015 | Чемпионат Европы 2015         | 4 64,95         | 3 96,00         | 3 160,95        |
| 24–27 декабря 2014         | Чемпионат России 2015         | 2 66,37         | 3 99,82         | 3 166,19        |
| 14–16 ноября 2014          | Rostelecom Cup 2014           | 5 56,90         | 5 86,61         | 5 143,51        |
| 24–26 октября 2014         | Skate America 2014            | 3 56,37         | 3 87,50         | 3 143,87        |
| 10–12 октября 2014         | Finlandia Trophy 2014         | 1 59,46         | 1 93,36         | 1 152,82        |
| 2013/2014 сезон            |                               |                 |                 |                 |
| Дата                       | Событие                       | КТ              | ПТ              | Общее           |
| 24–27 декабря 2013         | Чемпионат России 2014         | 6 58,71         | 5 93,09         | 6 151,80        |
| 13–14 декабря 2013         | Зимняя Универсиада 2013       | 6 51,04         | 3 88,24         | 5 139,28        |
| 25–27 октября 2013         | Skate Canada 2013             | 6 55,63         | 8 77,49         | 8 133,12        |

### Юниоры
| 2013/2014 сезон           | 2013/2014 сезон        | 2013/2014 сезон | 2013/2014 сезон | 2013/2014 сезон |
| Дата                      | Событие                | КТ              | ПТ              | Общее           |
| ------------------------- | ---------------------- | --------------- | --------------- | --------------- |
| 23–25 января 2014         | Первенство России 2014 | 1 69,12         | 1 95,19         | 1 164,31        |
| 2012/2013 сезон           |                        |                 |                 |                 |
| Дата                      | Событие                | КТ              | ПТ              | Общее           |
| 27 февраля – 3 марта 2013 | Чемпионат мира 2013    | 1 64,65         | 1 85,52         | 1 150,17        |
| 6–9 декабря 2012          | Финал Гран-при 2012    | 1 61,18         | 1 88,39         | 1 149,57        |
| 10–13 октября 2012        | Гран-при Германии      | 1 60,28         | 1 86,82         | 1 147,10        |
| 20–22 сентября 2012       | Гран-при Турции        | 1 59,32         | 1 88,41         | 1 147,73        |
| 2011/2012 сезон           |                        |                 |                 |                 |
| Дата                      | Событие                | КТ              | ПТ              | Общее           |
| 27 февраля – 4 марта 2012 | Чемпионат мира 2012    | 2 62,68         | 2 85,06         | 2 147,74        |
| 5–7 февраля 2012          | Первенство России 2012 | 2 64,48         | 2 91,24         | 2 155,72        |
| 8–11 декабря 2011         | Финал Гран-при 2011    | 4 52,48         | 2 82,69         | 3 135,17        |
| 6–8 октября 2011          | Гран-при Италии        | 1 62,86         | 1 87,12         | 1 149,98        |
| 22–24 сентября 2011       | Гран-при Румынии       | 1 57,15         | 1 77,14         | 1 134,29        |
| 2010/2011 сезон           |                        |                 |                 |                 |
| Дата                      | Событие                | КТ              | ПТ              | Общее           |
| 2–4 февраля 2011          | Первенство России 2011 | 4 57,69         | 5 81,88         | 4 139,57        |
| 9–12 декабря 2010         | Финал Гран-при 2010    | 3 53,59         | 3 76,35         | 3 129,94        |
| 22–26 сентября 2010       | Гран-при Японии        | 2 53,28         | 1 76,80         | 2 130,08        |
| 25–28 августа 2010        | Гран-при Франции       | 1 47,98         | 1 69,62         | 1 117,60        |

| 2009/2010 сезон  |                        |         |         |         |          |
| Дата             | Соревнования           | Об      | ОТ      | ПТ      | Общее    |
| 3–6 февраля 2010 | Первенство России 2010 | 8 30,18 | 7 47,36 | 9 72,38 | 7 149,92 |
| 6–8 ноября 2009  | NRW Trophy 2009        | 2 -     | 2 -     | 2 -     | 2 149,92 |